# Bernauer Achen
Die Bernauer Achen, im Oberlauf Rottauer Bach, ist ein Fließgewässer im bayerischen Landkreis Rosenheim. Sie entsteht an den Nordhängen der Hochplatte in den Chiemgauer Alpen als Rottauer Bach und fließt zunächst in nördlicher Richtung. Bei Rottau macht die Ache einen Knick nach Nordwesten und wird dann als Bernauer Achen bezeichnet. Nachdem sie Bernau am Chiemsee passiert hat, mündet sie im Irschener Winkel in den Chiemsee.